# Miss Jackie
Jacquelyn Gayda, meglio conosciuta con il ring name Miss Jackie (Strongsville, 3 novembre 1981), è una modella ed ex wrestler statunitense, nota per i suoi trascorsi nella World Wrestling Entertainment tra il 2002 e il 2005.
Nel 2002 vinse la seconda edizione del reality show della WWE Tough Enough, a pari merito con la collega Shaniqua.

## Carriera

### World Wrestling Entertainment (2002–2005)
Jackie entrò in WWE dopo aver vinto la seconda edizione di Tough Enough (2002), iniziando subito a combattere sia a Raw che a SmackDown! con il ring name Jackie Gayda. Debuttò nel giugno del 2002 in un episodio di Velocity facendo da manager alla co-vincitrice di Tough Enough Linda Miles in un match contro Ivory, ma in quella occasione effettuò un turn heel e spinse Miles dalla terza corda, facendole perdere l'incontro. Cinque giorni dopo, a SmackDown!, Gayda perse in coppia con Ivory contro Linda Miles e Trish Stratus. In un altro dei suoi primi incontri televisivi (un tag team match con Christopher Nowinski contro Trish Stratus e Bradshaw nell'episodio dell'8 luglio 2002 di Raw a Filadelfia, Pennsylvania, che divenne noto ai fan del wrestling come "That Jackie Gayda Match"), Gayda sbagliò più mosse sul ring, la più famosa delle quali fu un bulldog dalla seconda corda da parte di Stratus.
In seguito fu mandata in Ohio Valley Wrestling per potersi ulteriormente allenare. Nel territorio di sviluppo OVW si unì alla stable conosciuta con il nome di The Revolution e iniziò a fare da manager ai Basham Brothers e a Chris Kanyon.
Il 16 giugno 2003 tornò nel roster di Raw con il ring name Miss Jackie come manager di Rico Constantino. I due furono anche impegnati in diversi match di coppia. Nell'episodio di Raw del 24 novembre 2003, Miss Jackie perse un Bra and Panties Match contro Trish Stratus (durante l'incontro, Stratus sfilò i pantaloni sia di Jackie che di Rico). Dopo aver perso, Miss Jackie attaccò l'annunciatrice Lilián García, strappandole la camicetta che indossava. In seguito Jackie e Rico effettuarono un turn face.
Agli inizi del 2004 Jackie si alleò con Stacy Keibler dando vita a un feud con le due divas di SmackDown! Sable e Torrie Wilson. Le quattro donne si affrontarono a WrestleMania XX in un Evening Gown match vinto da Wilson e Sable.
Con la seconda Draft Lottery Miss Jackie e Rico furono spostati a SmackDown! e formarono un team con Charlie Haas. Haas e Jackie iniziarono una relazione nel settembre di quell'anno che fu presto portata anche sugli schermi e trasformata come base per diverse storyline. Gayda iniziò un feud piuttosto lungo con Dawn Marie, la quale secondo la kayfabe avrebbe avuto una relazione con Charlie Haas. In un primo tempo alla rivalità parteciparono anche Rico ed i Dudley Boyz; in seguito Dawn Marie decise di allearsi con Jon Heidenreich, il quale nei suoi piani avrebbe dovuto occuparsi di Haas in modo da lasciare senza protezione Jackie. Theodore Long, general manager di SmackDown!, sancì un match tra le due ragazze per Armageddon con Haas come arbitro speciale: l'incontro terminò con la sconfitta di Jackie e la fine della relazione con Haas, poiché il ragazzo confermò di avere una relazione con Marie; Haas tuttavia scaricò anche lei al termine del match, dicendo che non voleva nessuna delle due ragazze.
Jackie partecipò in seguito a diverse competizioni fra divas fino a quando la WWE licenziò sia lei che Haas il 6 luglio 2005.

### Total Nonstop Action (2005–2006)
Dopo aver lavorato per diverse federazioni indipendenti, il 26 novembre 2005 Jackie debuttò nella Total Nonstop Action iniziando una breve rivalità con Jeff Jarrett e la sua valletta Gail Kim.
Il 14 gennaio 2006 Jackie vinse il concorso "TNA's Knockout of the Year 2005". Dopo questa vittoria la ragazza continuò ad apparire in Impact! portando avanti altre rivalità con diversi wrestler. Successivamente, al pay-per-view Sacrifice, annunciò di essere incinta e venne così licenziata (kayfabe).

### Ritorno sul ring (2009–2011)
Miss Jackie tornò a combattere in WWE soltanto per un'occasione il 5 aprile 2009 a WrestleMania XXV, ma fu sconfitta dalle Bella Twins e non riuscì quindi a ottenere il titolo di Miss WrestleMania nella battle royal che vedeva coinvolte venticinque donne.
Il 30 agosto 2010 la promozione messicana Perros del Mal Producciones annunciò che Gayda, con il nome di Miss Jackie, avrebbe lottato il 16 settembre. All'evento Jackie e Celestial sconfissero Jennifer Blake e Mini Chessman in un Tag Team Match. Apparve di nuovo l'11 febbraio 2011, sul Viva La Lucha PPV, in squadra con NY Knockout Nikki contro Christina Von Eerie e Jennifer Blake. In seguito debuttò, insieme al marito, anche nella Family Wrestling Entertainment.

## Vita privata
Jacquelyn Gayda è stata sposata con il collega Charlie Haas dal 2005 al 2020; la coppia ha avuto quattro figli: Kayla (2006), Taylor (2008), Thomas (2010) e Charles (2012).
Nel 2008 ha aperto a Frisco (Texas) un negozio di nutrizione chiamato Custom Muscle Nutrition and Smoothie Shop.

## Personaggio

### Mosse finali
- Diving crossbody
- Inverted german suplex

### Wrestler assistiti
- Charlie Haas
- Chris Harris
- James Storm
- Rico Constantino

### Musiche d'ingresso
- Ruff Cut di Jim Johnston (2002–2003)
- Real Girl (Instrumental) di David Hilker (2003–2004)
- Hey Purple Mary di Stephan North (2004–2005)

### Nei videogiochi
Il personaggio di Miss Jackie è selezionabile in:
- WWE WrestleMania 21[5]

## Titoli e riconoscimenti
- Total Nonstop Action Wrestling
  - Knockout of the Year (2005)
- World Wrestling Entertainment
  - Tough Enough (edizione 2002)
- Wrestling Observer Newsletter
  - Worst Worked Match of the Year (2002) – con Christopher Nowinski vs. Bradshaw e Trish Stratus